# Anjesenpepi I
Anjesenpepi I, también llamada Anjnesmeryra I, fue una de las reinas del Antiguo Egipto, y vivió durante la sexta dinastía.
Sus títulos eran, entre otros, Esposa del Rey, Madre del Rey, Señora del Cetro, Compañera de Horus.

## Familia
Anjesenpepi no era de sangre real; de sus padres solo se saben sus nombres, Jui y Nebet, y que Jui fue nomarca en Abidos. Estuvo casada con el faraón Pepi I, así como su hermana epónima Anjesenpepi II, mientras su hermano Dyau ascendía de nomarca a chaty. De su matrimonio con el faraón se le conocen dos hijos: el futuro faraón Merenra I y la princesa Neit, que casó con Pepi II.

## Testimonios de su época
Además de en las inmediaciones de su pirámide, Anjesenpepi es mencionada en algunos hallazgos de Abydos, incluyendo el dintel de una puerta, que también lleva el nombre de su hermano. Además, su nombre está grabado sobre un vaso de alabastro, conservado en el Museo Metropolitano de Arte de Nueva York aunque su procedencia se desconoce.
|                |   |   |   |
| \| \| \| \| \| |   |   |   |
|                |   |   |   |
| p              | p | i | i |

| p | p | i | i |

|                |   |   |   |
| \| \| \| \| \| |   |   |   |
|                |   |   |   |
| p              | p | i | i |

| p | p | i | i |

|                |   |   |   |
| \| \| \| \| \| |   |   |   |
|                |   |   |   |
| p              | p | i | i |

| p | p | i | i |

|                |   |   |   |
| \| \| \| \| \| |   |   |   |
|                |   |   |   |
| p              | p | i | i |

| p | p | i | i |

## Tumba
La tumba de Anjesenpepi todavía no ha sido descubierta. Se han encontrado fragmentos de relieves con su nombre en Saqqara, que llevan a la conclusión de que podría estar en la necrópolis situada al sur de la pirámide de Pepi I, donde arqueólogos franceses han descubierto ocho pirámides de reinas.

## Publicaciones
- Dodson, Aidan; Hilton, Dyan (2004). The Complete Royal Families of Ancient Egypt. ISBN 0-500-05128-3.
- Grajetzki, Wolfram (2005). Ancient Egyptian Queens: A Hieroglyphic Dictionary. ISBN 0-9547218-9-6.